# I Really Love You
«I Really Love You» es una canción del músico Leroy Swearingen, originalmente grabada por su grupo vocal de Steubenville (Ohio) The Stereos en 1961. El sencillo, cantado por Ronnie Collins y publicado por Cub Records, filial de MGM Records, alcanzó el puesto 29 en la lista Top 40 Mainstream de Billboard. 
En 1982, el músico británico George Harrison grabó una versión para su álbum de estudio Gone Troppo. La canción fue también publicada como segundo sencillo de Gone Troppo, con «Circles» como cara B, pero no entró en ninguna lista de éxitos. «Circles», la cara B del sencillo, fue compuesta originalmente en mayo de 1968 y grabada como demo con vistas a incluirla en el álbum de The Beatles White Album (1968). En 1982, Harrison rescató la canción, añadió nuevas estrofas y grabó una nueva versión con nuevos músicos, entre los que figuró Billy Preston al piano.

## Personal
- George Harrison: voz
- Henry Spinetti: batería
- Herbie Flowers: bajo
- Mike Moran: teclados
- Ray Cooper: Fender Rhodes y glockenspiel
- Willie Greene: coros
- Bobby King: coros
- Pico Pena: coros